# 4026 Beet
A 4026 Beet (ideiglenes jelöléssel 1982 BU1) a Naprendszer kisbolygóövében található aszteroida. Edward L. G. Bowell fedezte fel 1982. január 30-án.